# برتین
برتین (به آلمانی: Brettin) یک منطقهٔ مسکونی در آلمان است که در یریشو واقع شده‌است. برتین ۸۴۶ نفر جمعیت دارد.